# Локхидский скандал
Локхидский скандал (англ. Lockheed bribery scandals, яп. ロッキード事件) — политический скандал в США, имевший политические последствия для ФРГ, Италии, Нидерландов и Японии, связанный с коррупцией политических кругов этих стран, подкупленных американской авиастроительной компанией «Локхид».
Компания дала большие взятки чиновникам упомянутых стран для продажи своих военных и пассажирских самолётов. В 1976 году факт взятки был обнаружен и обнародован Комитетом иностранных дел Сената США.
Так, например, менеджер и лоббист «Локхид» Эрнест Хаузер на слушаниях в Сенате США признал, что в 1961 году его корпорация дала взятку в размере $10 млн министру обороны ФРГ Францу Йозефу Штраусу и его партии ХСС для покупки у «Локхид» для бундесвера 916 истребителей Lockheed F-104 Starfighter.
В Японии за взятки от «Локхид» был арестован экс-премьер Танака Какуэй, ряд значительных политиков и бизнесменов, а также руководство авиакомпании. Судебный процесс тянулся почти два десятилетия. В феврале 1995 года Верховный суд Японии окончательно признал всех подозреваемых виновными.